# 浦川タレ
浦川 タレ（うらかわ タレ、1899年〈明治32年〉3月 - 1991年〈平成3年〉10月23日)は、日本のアイヌ文化伝承者。北海道浦河を代表する伝承者の1人とされる。アイヌの織物であるアットゥシの織手としては、全道でも数少ない存在であり、姉茶民芸品研究会（浦河ウタリ文化保存会の前身）を組織して、アットゥシなどのアイヌ文化の伝承と保存に貢献した。

## 経歴
北海道の荻伏川上流の集落（現・浦河町野深）で誕生して、姉茶（現・浦河町）で育った。幼少時に母と死別した後、伯父夫妻に引き取られ、アイヌの知識を厳しく教え込まれて育った。勉強家で、アイヌ語にも精通していた。
終戦後、自身を中心とする数人のグループで、アットゥシ、花ござ、木彫りなどの製作を始めた。これが日高支庁保護係長の目にとまったことで、札幌市で展示即売会が開催され、「素朴な民族の心」として話題を呼んだ。
このことでタレは意欲に燃え、部落にアイヌ技術の習得を呼びかけ、1966年（昭和41年）に姉茶民芸品研究会を組織して、自ら会長をつとめ、アットゥシ、花ござ、木彫りなどの研究と伝習を行った。ウポポ（座り唄）、ツムセ（踊り）などの伝承や指導にも努めた。
1982年（昭和57年）には、アイヌ文化の伝承と保存の功績を評価されて、北海道文化財保護功労者に選ばれた。翌1983年（昭和58年）にはアットゥシの技術保持者として指定された。
同1983年に引退。1991年（平成3年）10月、浦河町内の病院で、92歳で死去した。没後の2000年（平成12年）、浦河ウタリ文化保存会設立40周年記念式典において、アイヌ伝統文化保存への協力の功績により、同保存会の他の6人と共に表彰を受けた。
影響を受けた人物として、遠山サキは、1970年頃から民芸品製作を指導を受けている。計良智子も、浦川タレや織田ステノからの教えで、大きな影響を受けている。